# Die Happy
Die Happy est un groupe allemand de metal alternatif, originaire d'Ulm.

## Histoire
Le groupe est formé fin 1993 par le guitariste Thorsten Mewes, le bassiste Julian Rosenthal, le batteur Marcus Heinzmann et la chanteuse Marta Jandová. Mewes et Heinzmann se connaissaient dans un groupe qui s'était séparé peu de temps auparavant. Au fil du temps, ils rencontrent Julian et Marta, qui avait immigré de République tchèque quelques jours auparavant. En 1998, Die Happy est l'un des premiers groupes à être soutenu par le Bandpool, l'institution qui précède l'actuelle Popakademie. La même année, Die Happy remporte le concours de jeunes talents Baden-Württemberg rockt.
La carrière du groupe connait un grand essor en 2001 avec le single Supersonic Speed, extrait de l'album homonyme, qui s'est classé dans le top 50 des charts allemands. Depuis, Die Happy se constitue une large base de fans grâce à la publication régulière d'albums de musique et à de nombreux concerts. Les disques publiés ont connu des succès divers dans les charts, du moins les albums studio à partir de Supersonic Speed se classent dans le Top 100 des albums allemands. Avec leur album Four and More Unplugged, sorti le 11 novembre 2005, Die Happy réalise son rêve d'enregistrer de nombreuses chansons rock en version acoustique. Outre les spectacles rock, le groupe effectue à plusieurs reprises des tournées de spectacles acoustiques.
Lorsque Marta annonce qu'elle serait membre du jury de l'émission de casting Popstars en 2010, cet engagement déclenche de vives protestations parmi les fans. Le groupe fait alors une déclaration selon laquelle le travail de Marta à la télévision n'avait rien à voir avec Die Happy et que la musique n'en souffrirait pas.
Die Happy donne son 1000e concert le 11 février 2012 au Roxy à Ulm. En 2020, le groupe sort son album Guess What,.

## Discographie

### Albums studio
- 1994 : Better than Nothing
- 1996 : Dirty Flowers
- 1997 : Promotion
- 2001 : Supersonic Speed (43e des charts allemands[7])
- 2002 : Beautiful Morning  (15e des charts allemands[7], 51e des charts autrichiens[8])
- 2003 : The Weight of the Circumstances (6e des charts allemands[7], 16e des charts autrichiens[8], 53e des charts suisses[9])
- 2005 : Bitter to Better (9e des charts allemands[7], 40e des charts autrichiens[8], 51e des charts suisses[9])
- 2005 : Four and More (Unplugged)
- 2006 : No Nuts No Glory (28e des charts allemands[7])
- 2008 : VI (13e des charts allemands[7], 74e des charts autrichiens[8])
- 2009 : Most Wanted (best of)
- 2010 : Red Box (30e des charts allemands[7])
- 2014 : Ever Love (35e des charts allemands[7])
- 2020 : Guess What (39e des charts allemands[7])